# Вторая лига Алжира по футболу
Вторая профессиональная лига Алжира (фр. Algerian Ligue Professionnelle 2) — второй по значимости футбольный дивизион Алжира. Лига основана в 1962 году, так же, как и Первая лига.

## Участники лиги сезона 2010/11
| Клуб           | Город        | Стадион            | Вместимость |
| -------------- | ------------ | ------------------ | ----------- |
| АБ Мероуана    | Мероуана     | Абдерахмен Бенсаки | 5,000       |
| АСМ Оран       | Оран         | Хабиб Боакеул      | 20,000      |
| Батна          | Батна        | Сефоуи             | 30,000      |
| Темучент       | Айн Темучент | Айн Темучент       | 5,000       |
| КС Константина | Константина  | Чахид Хамлахуи     | 45,000      |
| ЕС Мостаганем  | Мостаганем   | Мохамед Бенсайд    | 15,000      |
| Скикда         | Скикда       | 25 августа 1955    | 30,000      |
| МСП Батна      | Батна        | 1 ноября           | 25,000      |
| МО Константина | Константина  | Чахид Хамлахуи     | 45,000      |
| НА Хуссейн Дей | Хуссейн Дей  | Фрезез Зиуи        | 3,500       |
| Олимпик        | Медеа        | Имам Лиес          | 12,000      |
| АК Параду      | Алжир        | Омар Хамади        | 15,000      |
| РК Коуба       | Коуба        | Омар Бенхаддад     | 10,000      |
| СА Мохаммедия  | Мохаммедия   | Мохамед Уали       | 15,000      |
| УС Бискра      | Бискра       | 18 февраля         | 30,000      |
| УСМ Бел Аббес  | Бел Аббес    | 24 февраля 1954    | 45,000      |

## Турнирная таблица
```
1.Сайда                 34 16 12  6 45-22 60  Первая Лига
2.АСМ Оран              34 15 11  8 36-29 56
3.Мостаганем            34 14 12  8 53-39 54
4.Мероуана              34 15  8 11 42-40 53
5.Бел Аббес             34 13 12  9 38-28 51
6.Тимочент              34 14  8 12 26-21 50
7.КС Константина        34 13 11 10 30-29 50
8.Параду                34 12 11 11 32-33 47
9.УСМ Сетиф             34 12  8 14 31-36 44  Третья Лига*
10.Мохаммедия           34 11 11 12 27-33 44
11.Скикда               34 11  9 14 40-45 42
12.Хаджоут              34  9 14 11 28-34 41  Третья Лига*
13.Бенталха             34 10 11 13 30-35 41  Третья Лига*
14.Коуба                34 11  7 16 37-39 40
15.МО Константина       34 10 10 14 35-40 40
```

```
16.Бискра               34 10  8 16 34-38 38  **
17.Арзеу                34 10  8 16 39-50 38  Третья Лига
18.Биджана              34  9 11 14 24-36 38  Третья Лига
```

(*)  УСМ Сетиф, Хаджоут, Бенталха по неизвестным причинам сезон 2010—2011 года проведут в Третьей Лиге  
   
(**) Клуб Бискра, занявший 16 место, не покинул 2-ю Лигу и остался на розыгрыш 2010—2011 года   

(***) В отличие от сезона 2009—2010 года, в следующем розыгрыше проведут 16 команд.